# Миловзоров, Александр Петрович
Алекса́ндр Петро́вич Миловзо́ров (род. 22 апреля 1938, Киев) — советский и украинский художник, член Национального союза художников Украины (1963), Заслуженный художник УССР (1988).

## Биография
Окончил в 1957 году Киевское училище прикладного искусства, в 1968 году — Ленинградское высшее художественно-промышленное училище имени В. Мухиной, преподаватели В. Марков, К. Митрофанов. Работает в области живописи, графики, монументально-декоративного искусства (керамика). Произведения А. Миловзорова хранятся в художественных музеях Украины и за её пределами, в частных коллекциях.
Александр Миловзоров в 1987 году создал галерею «Триптих», а в 1996 году — «Галерею-36» на Андреевском спуске, художественным руководителем и владельцем которой он является.

## Произведения
- Оформление ресторана «Дубки», Киев (1976).
- Оформление интерьеров Национальной филармонии Украины.
- Оформление интерьеров Национальной детской библиотеки.
- Керамические композиции «Пробы грунта с планеты Земля» (1978), «Среда обитания» (1980), триптих «София Киевская» (1995).
- Оформление станций метро «Тараса Шевченко» (1980) и «Республиканский стадион», ныне «Олимпийская» (1982).

## Фотографии

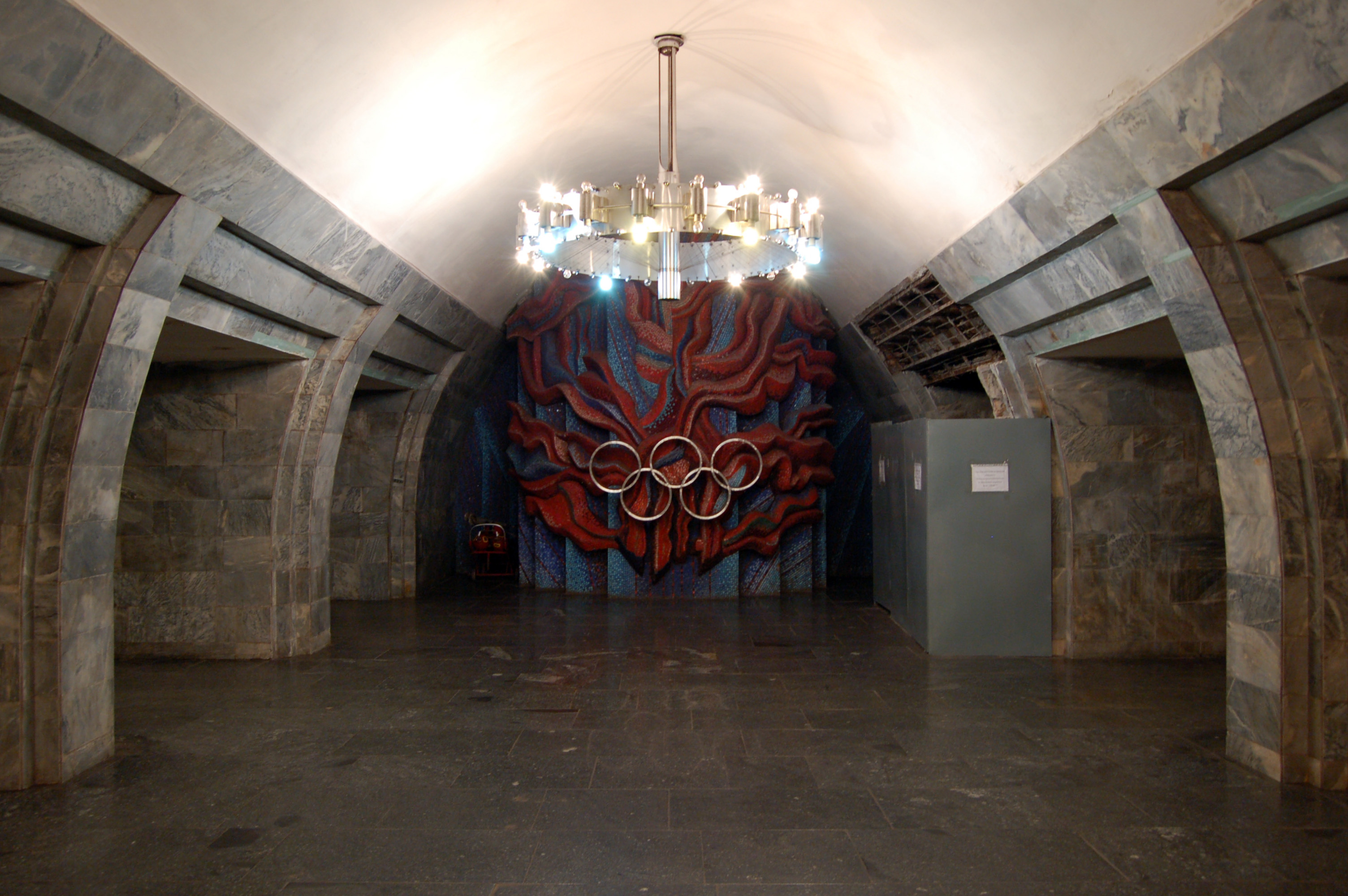
Композиция в торце платформы станции метро «Олимпийская»
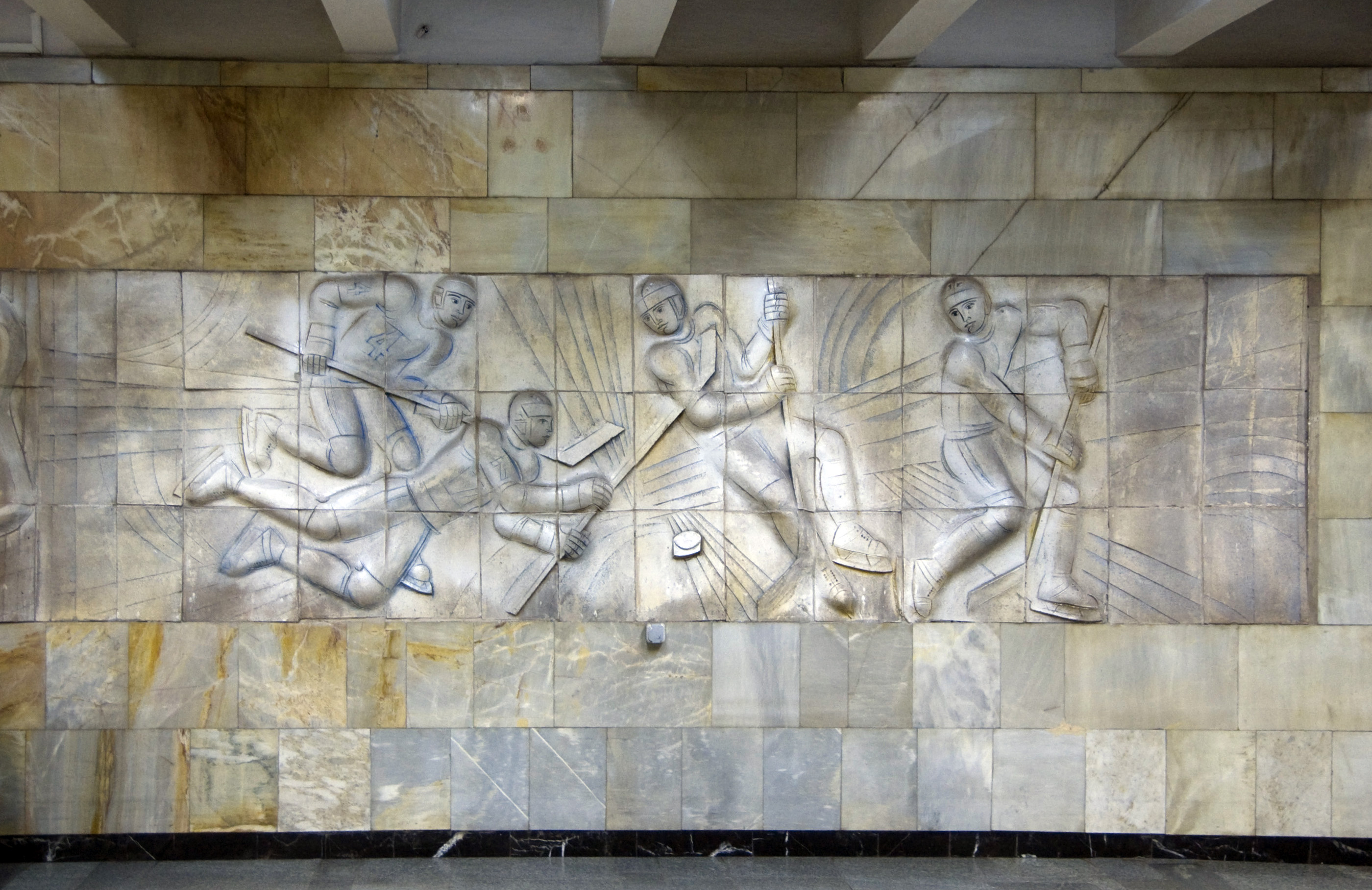
Барельеф «Хоккей с шайбой» в кассовом зале станции метро «Олимпийская»
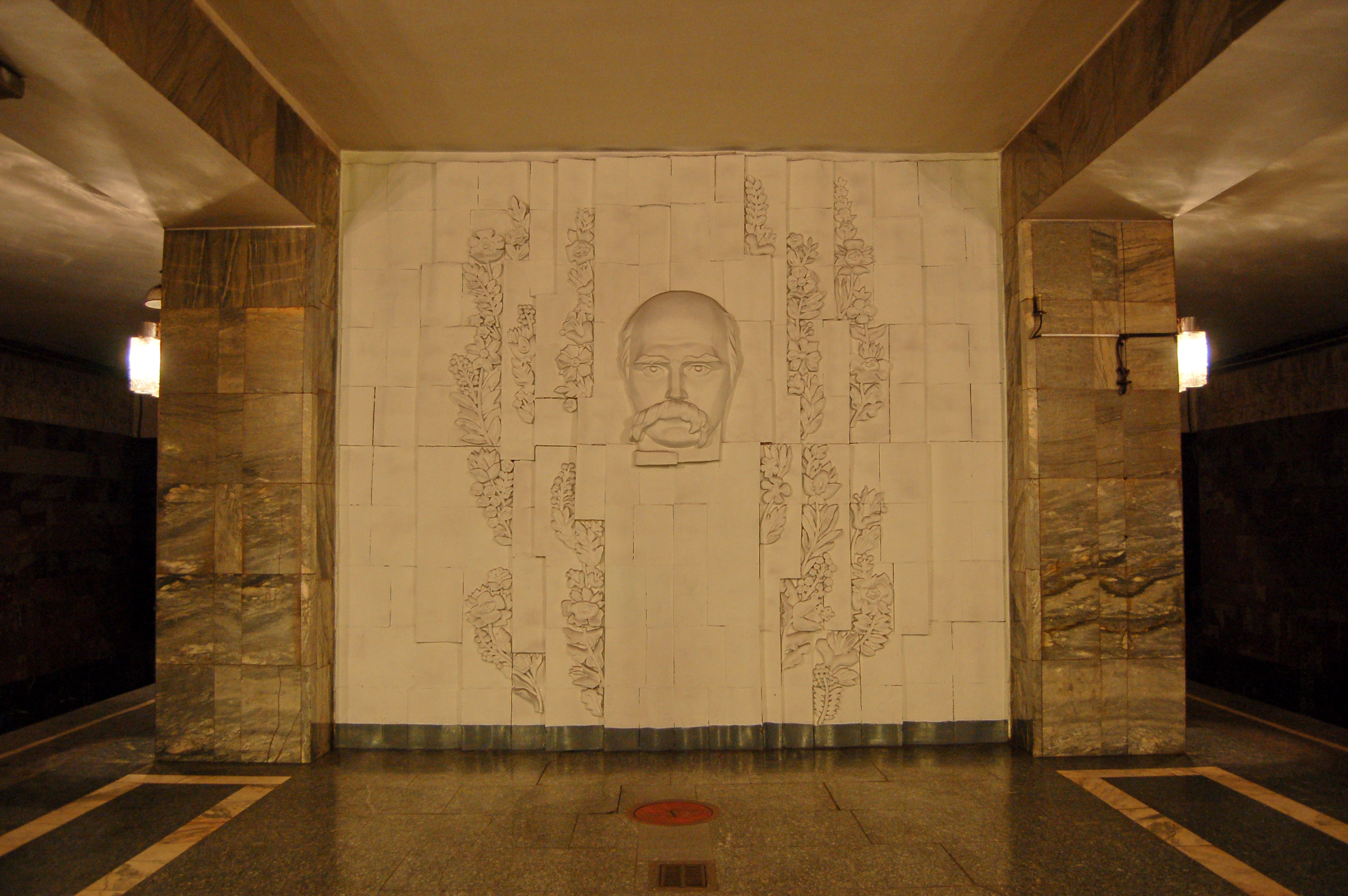
Барельеф Т. Г. Шевченко на станции метро «Тараса Шевченко»
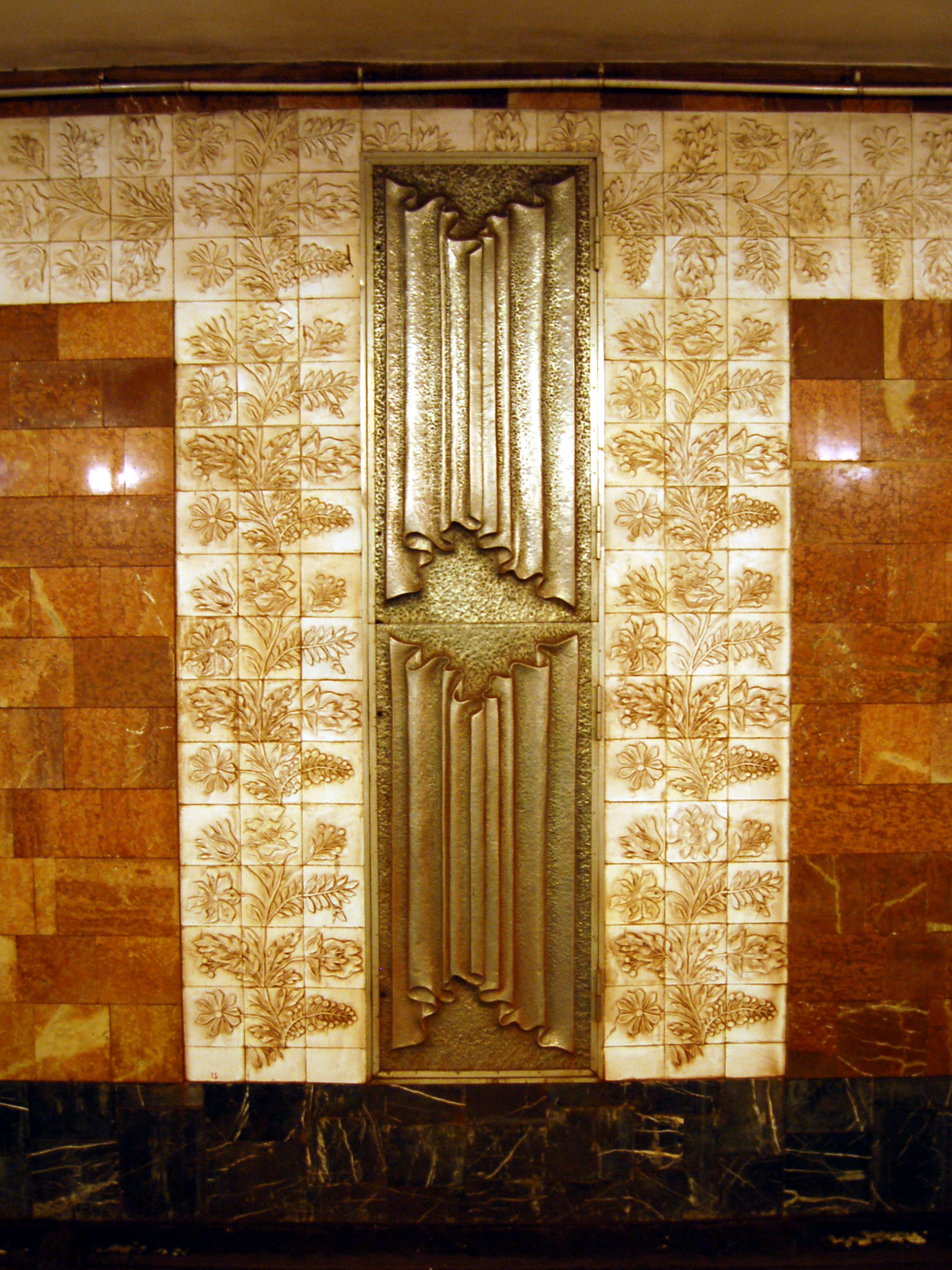
Оформление дверцу на путевой стене станции метро «Тараса Шевченко»